# Jan Holewiński

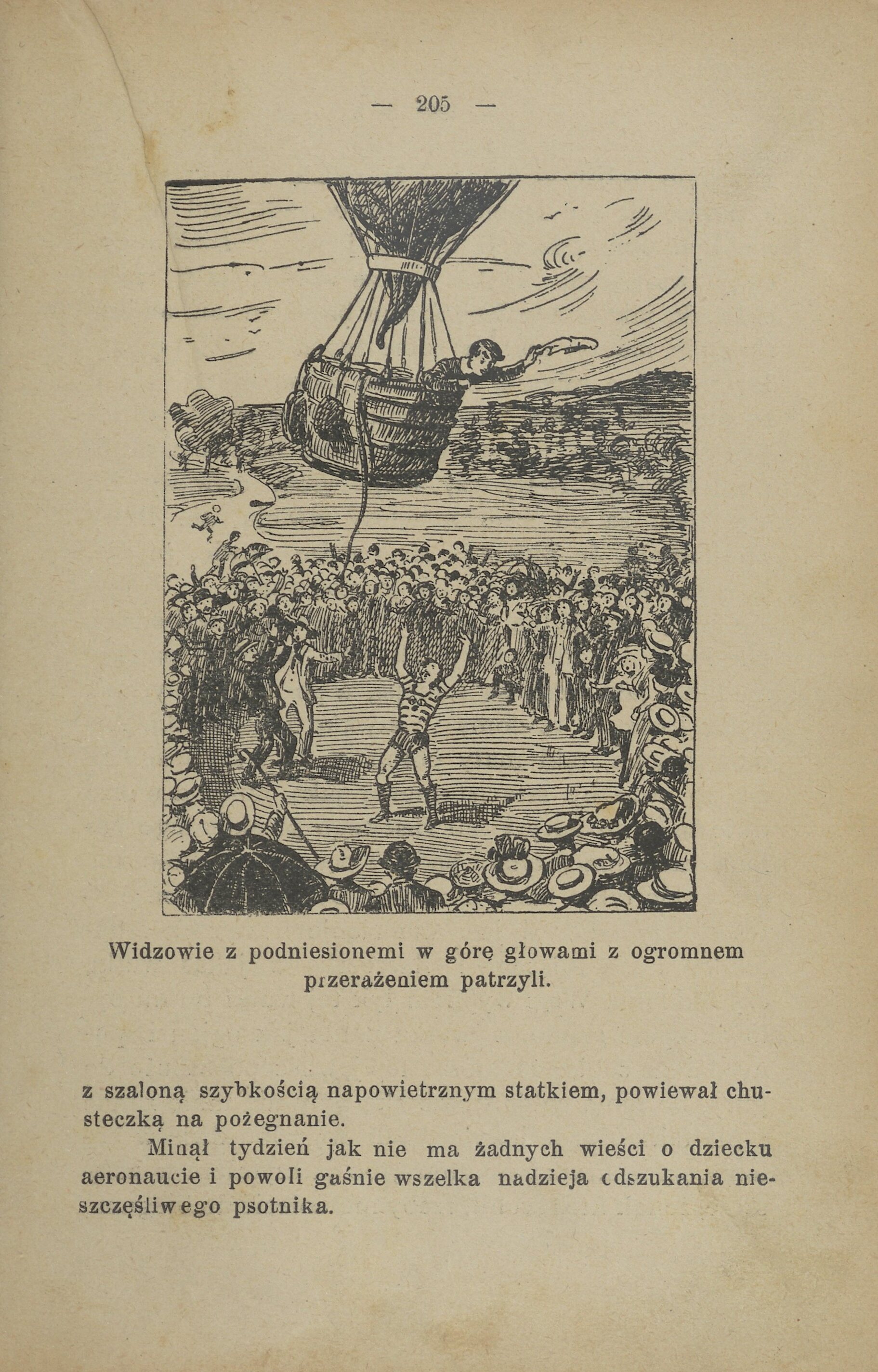
Ilustracja autorstwa J. Holewińskiego z książki M. V. Fuller "Dziennik psotnego chłopca" z 1912.

Jan Holewiński (ur. 27 grudnia 1871 w Warszawie, zm. 19 marca 1927 tamże) – polski ilustrator, rysownik oraz publicysta.
Ojcem Jana był malarz i grafik Józefa, a matką Maria z d. Osińska. Został absolwentem Szkoły Handlowej założonej przez Kronenberga. Próbował uczyć się sztuk pięknych w Polsce, ale zarówno w warszawskiej Szkole Rysunkowej Wojciecha Gersona, jak i w krakowskiej Szkole Sztuk Pięknych nie zdołał się utrzymać dłużej, z tej ostatniej usunięto go w 1892, negatywnie oceniając jego talent. Mimo tych niepowodzeń zdecydował się na karierę artystyczną jako ilustrator czasopism polskich (przede wszystkim Tygodnika Ilustrowanego (1896 - 1923, z przerwą 1914-1921) oraz tygodnika Wędrowiec (1899-1900)) i zagranicznych (m.in. The Morning Post), tworząc dla nich winiety i rysunki, a także ilustracje do utworów literackich drukowanych w odcinkach w tych pismach (m.in. do Lalki Prusa). W tym samym charakterze nawiązał współpracę z wydawcą książek, firmą Gebethner i Wolff (m.in. zilustrował dla tego wydawnictwa Faraona Prusa (1923)).  
Od ok. 1900 do 1921 mieszkał za granicą, najpierw we Francji, gdzie w 1901 r. uczęszczał do Académie Julian (wg kwerendy archiwalnej M. Zgórniaka w akademii tej uczył się w 1900 r. u Jean-Paula Laurensa oraz Benjamina Constanta) i do szkoły Eugène Carrière, a po kilku latach przeniósł się do Londynu, gdzie współorganizował, a od 1914 kierował jako prezes stowarzyszeniem artystycznym Allied Artists Association. Cały czas utrzymywał związki z Polską, odwiedzając swoje rodzinne miasto i kilkakrotnie biorąc udział w pierwszej dekadzie XX w. w wystawach Towarzystwa Zachęty Sztuk Pięknych. Jednocześnie zajął się przybliżaniem kultury polskiej społeczeństwu w Wielkiej Brytanii, pisząc i wydając tam w czasie I wojny światowej kilka prac o polskiej sztuce i literaturze, a także wygłaszając prelekcje poświęcone polskiej tematyce. Od 1921 do śmierci mieszkał w Polsce. 
Kilka rysunków J. Holewińskiego znajduje się w zbiorach Muzeum Narodowego w Warszawie